# Silvestro Banchetti
Silvestro Banchetti (Alberoro, 14 settembre 1929 – Bologna, 8 dicembre 2014) è stato un pedagogo e storico della filosofia italiano.

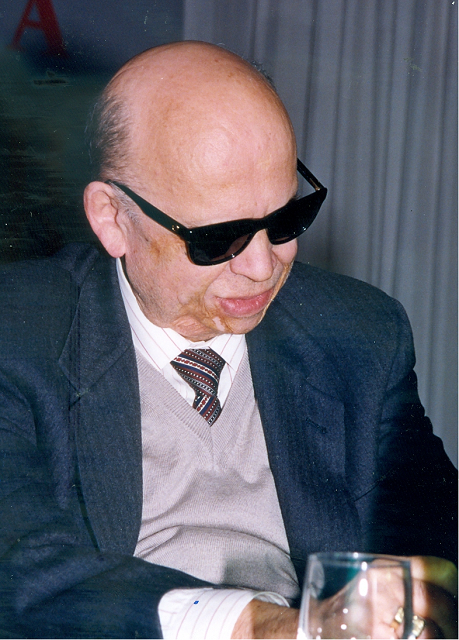
Silvestro Banchetti - dall'archivio dell'Unione Italiana Ciechi

È stato il primo non vedente, in Italia, a raggiungere il traguardo dell'insegnamento universitario.
Ha dedicato gran parte dei suoi studi alla Tiflologia con particolare attenzione all'educazione dei bambini non vedenti. 

## Biografia
Nacque nel 1929 ad Alberoro, in provincia di Arezzo. Divenne cieco all'età di due anni. Frequentò le scuole elementari all'Istituto regionale per ciechi Garibaldi di Reggio Emilia e quindi il liceo classico Galvani di Bologna come allievo dell'Istituto dei ciechi Francesco Cavazza.
Nel 1953 si laureò in filosofia con 110 e lode alla facoltà di Lettere e Filosofia dell'Università di Bologna presentando una tesi su Giovan Battista Vico.
Nel 1969 gli venne assegnata la cattedra di Pedagogia Speciale all'Università di Bologna, incarico che conservò per più di vent'anni ottenendo il titolo di Professore Emerito.
Dal 1984 al 1987 è stato presidente della Biblioteca Italiana per ciechi Regina Margherita di Monza e dal 1989 al 1997 ha guidato la Federazione Nazionale delle Istituzioni Pro Ciechi. 
Nel 2000 è stato nominato Grande Ufficiale Ordine al Merito della Repubblica Italiana

## Tiflopedagogia
Autore di numerose pubblicazioni sulle problematiche educative dei non vedenti, ha sempre riservato particolare attenzione ai metodi pedagogici finalizzati alla loro piena integrazione nella società. 
In un intervento nel 2004 affermò : 
"Il bambino cieco, che apprende a cogliere qualche elemento della realtà attraverso il senso anemestesico, dimostra di saper interpretare l'esperienza e di saper comprendere un linguaggio che spesso sfugge a chi fonda tutta la sua conoscenza sul senso ben più comodo della vista." 
Un altro importante passaggio nella medesima occasione : 
"I filosofi di ogni tempo hanno inteso la bellezza come una delle più alte espressioni dello spirito. Platone diceva che essa è lo "splendore della verità" (...) Kant ha inteso il bello, attraverso il "giudizio riflettente", come oggetto del sentimento che, in tal modo, diventa una sorta di categoria dello spirito e quindi è universale(...) In tal modo l'arte (...) in quanto momento della processualità spirituale, è un diritto che appartiene a tutti gli uomini, anche a coloro che non godono della pienezza del proprio essere. Si pone in tal modo il problema (...) sui modi attraverso i quali i ciechi possano accostarsi alla sua creazione e al suo godimento".
Convinto sostenitore dell'integrazione dei non vedenti nel sistema educativo nazionale, in un'intervista da neolaureato al Corriere dei Ciechi (1956) dichiarò : "La coeducazione coi compagni normali nelle scuole pubbliche, oltre a darmi grande fiducia in me stesso, mi insegnò e mi persuase che, utilizzando adeguatamente tutti gli accorgimenti che l'esperienza dei non vedenti impone e comporta, i ciechi possono frequentare le scuole pubbliche normali con indiscutibile vantaggio per sé e senza danno, anzi direi con notevole profitto per i loro compagni vedenti".
Da rilevare numerosi interventi e saggi sul sistema di lettura e scrittura Braille nel quale afferma "Il Braille consente ai non vedenti di realizzare la vera lettura, quale condizione imprescindibile dell’atto educativo".
Sotto la sua guida, la Federazione Nazionale delle Istituzioni Pro Ciechi ha avviato la creazione, presso l’Istituto Cavazza, del Cisad (Centro Informatico per la Sperimentazione degli Ausili Didattici) finalizzato a promuovere l'utilizzo della tecnologia a supporto dei non vedenti.

## Studi filosofici
È stato autore di saggi su celebri filosofi, tra i quali Giovan Battista Vico e Nicola Malebranche. Nello studio su quest'ultimo vengono affrontati temi quali la teoria dei giudizi naturali di Malebranche,la funzione dei sensi e la dottrina psicofisica, il realismo gnoseologico, l'esteso intelligibile, l'Occasionalismo.  
Il saggio sulla filosofia greca "La persona umana nella morale dei Greci" è incentrato sul tema dell'impersonalismo che viene analizzato in diversi contesti : religione e costume nella Grecia antica, Presofisti, Socrate, Platone, Aristotele, Stoicismo. Da rilevare anche un passaggio sulla concezione eraclitea del Destino: «Destino per ognuno è il proprio carattere» (In Silvestro Banchetti, La persona umana nella morale dei Greci).

### Annotazioni
1. ↑  percezione fisica delle variazioni della pressione libera dell'aria
2. ↑  nel linguaggio filosofico, ogni dottrina che neghi o svaluti la personalità

### Fonti
1. ↑   Il nostro saluto a Silvestro Banchetti - di Giancarlo Abba Direttore Scientifico Istituto dei Ciechi di Milano, su lucemagazine.it. URL consultato il 2 febbraio 2023 (archiviato dall'url originale il 2 febbraio 2023).
2. ↑   Gli ottant’anni della Federazione Nazionale delle Istituzioni pro Ciechi, su Istituto dei Ciechi Francesco Cavazza.
3. ↑   Federazione Nazionale delle Istituzioni pro Ciechi - Storia, su uicipavia.it.
4. ↑   Gazzetta Ufficiale, su gazzettaufficiale.biz, 11 ottobre 2000.
5. ↑   Convegno Internazionale: L’arte a portata di mano: verso una pedagogia di accesso ai beni culturali senza barriere, su integrazionescolastica.it, 22 ottobre 2004.
6. ↑   L'educazione integrale quale presupposto per l'avvicinamento dei ciechi alla creazione e al godimento dell’arte. (RTF), su bibliotecaciechi.it.
7. ↑   Silvestro Banchetti, il primato dell'educazione - di Giancarlo Abba Direttore Scientifico Istituto dei Ciechi di Milano, su uiciechi.it.
8. ↑   Unione Italiana Ciechi - Presidenza nazionale, DIALOGO NEL BUIO Una metafora dell’universo dei non vedenti (DOC), Edizioni Quintilia, 1997.
9. ↑   Silvestro Banchetti, L’insegnamento del sistema Braille, in Tiflologia per l'integrazione, n. 2, Schole', 2023.
10. ↑   Braille e gli alunni non vedenti, su Tuttoscuola.com, 21 ottobre 2002.
11. ↑   Origini e scopi del CISAD, su cavazza.it.
12. ↑   Aldo Bonetti, Il significato morale dell'estetica vichiana di Silvestro Banchetti, in Rivista di Filosofia neo-scolastica, n. 1958-1, Milano, Società Editrice "Vita e Pensiero", 1958, ISSN 0035-6247 (WC · ACNP).
13. ↑   Etienne Bonnot de Condillac, 8 - Il primato del tatto, in Opere, Novara, De Agostini, 2013.